# 格蘭特 (愛荷華州)
格蘭特（英語：Grant）是一個位於美國愛荷華州蒙哥馬利縣的城市。

## 地理
格蘭特的座標為41°08′32″N 94°59′07″W / 41.14222°N 94.98528°W，而該地的平均海拔高度為379米（即1145英尺）。

## 人口
根據2010年美國人口普查的數據，格蘭特的面積為1.94平方千米，當中陸地面積為1.92平方千米，而水域面積為0.02平方千米。當地共有人口92人，而人口密度為每平方千米47人。